# Gandzasar
Gandzasar (arménsky Գանձասար; ázerbájdžánský Gəncəsər) je opevněný monastýr arménské apoštolské církve na historickém území Arcach v Náhorním Karabachu, arménská kulturní památka.

## Historie
Monastýr byl založen v roce 1216 princem Hassanem Jalalyanem, zakladatelem dynastie Hasan-Jalalyan z Chačenského knížectví. Gandzasar znamená v arménštině Hora pokladu. V monastýru je kostel Jana Křtitele (arménsky Սուրբ Յָվհաննու Մկրտիչ եկեղեցի; v přepisu do latinky Surb Jowhannu Mkrtitsch jekeghezi), který byl postaven v letech 1216 až 1238. Přestože byl monastýr poškozen a jedna budova zničena během konfliktu v Náhorním Karabachu v roce 1991, funguje i nadále a je sídlem arcibiskupa Arcachské diecéze.

## Popis
Monastýr se nachází v západní části Chačenského údolí a je zdaleka viditelný. Je to dáno nejen exponovanou polohou monastýru, ale také jeho barvou: monastýr byl postaven z tufu, který postupem času zčervenal a vyniká na zeleném pozadí horského lesa. Monastýr je chráněn vysokými zdmi.
Narthex má podobu gawitu, jehož vnější stěny zdobí výrazné basreliéfy znázorňující Adama a Evu, Ukřižování Krista, a postavu držící nad hlavami model kostela jako dar Bohu. Tyto reliéfy jsou z hlediska jejich kulturního a historického významu srovnávány s reliéfy Akdamaru. Monastýr se počítá mezi mistrovská díla arménské architektury.

## Galerie

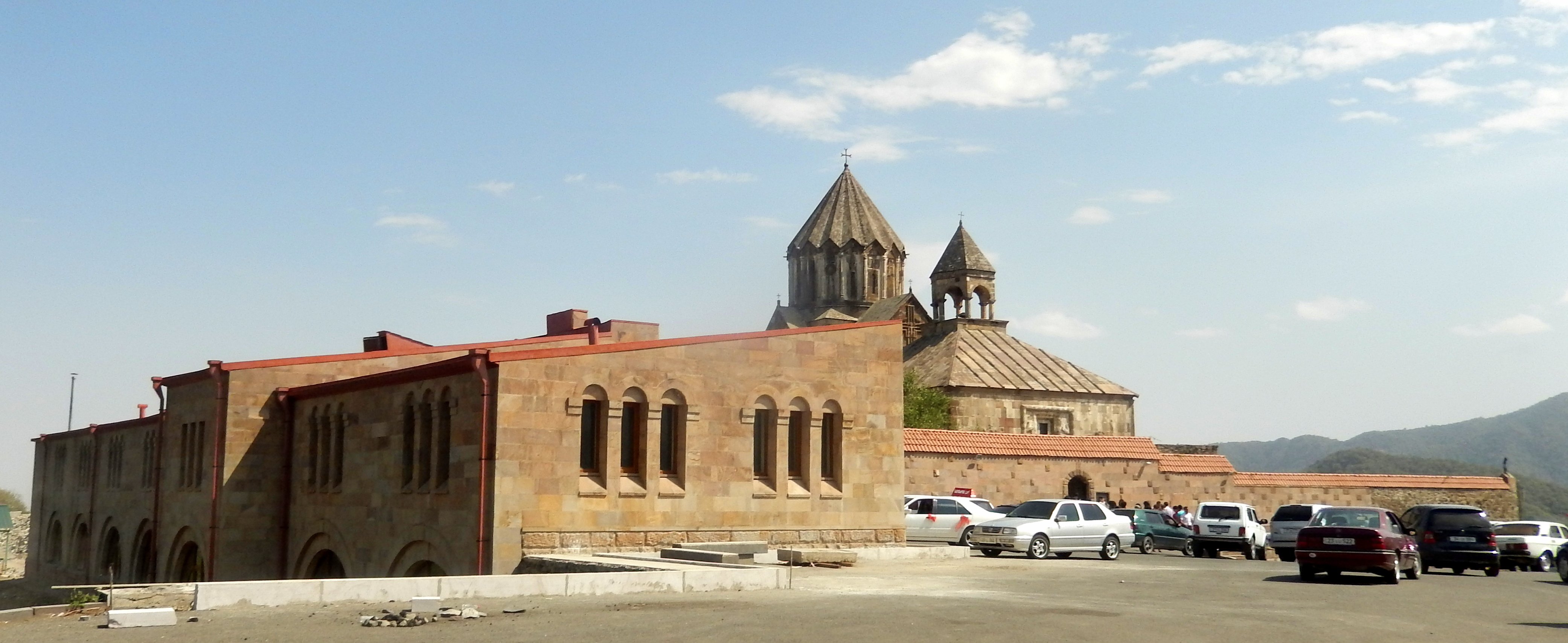
Celkový pohled
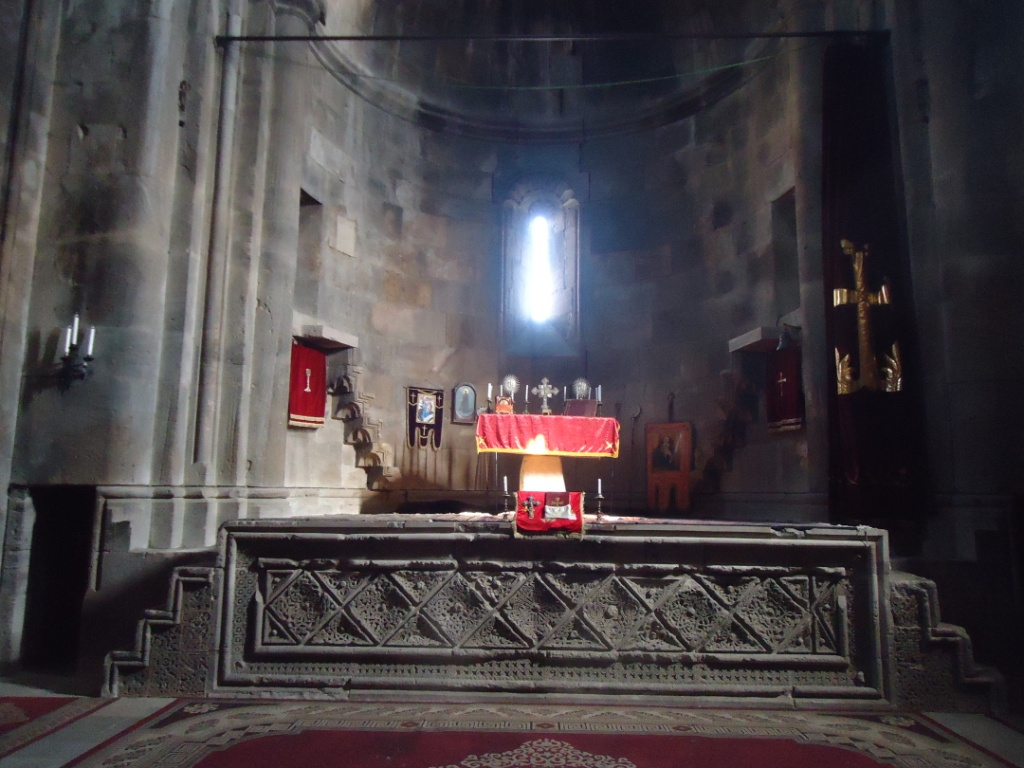
Interiér kostela
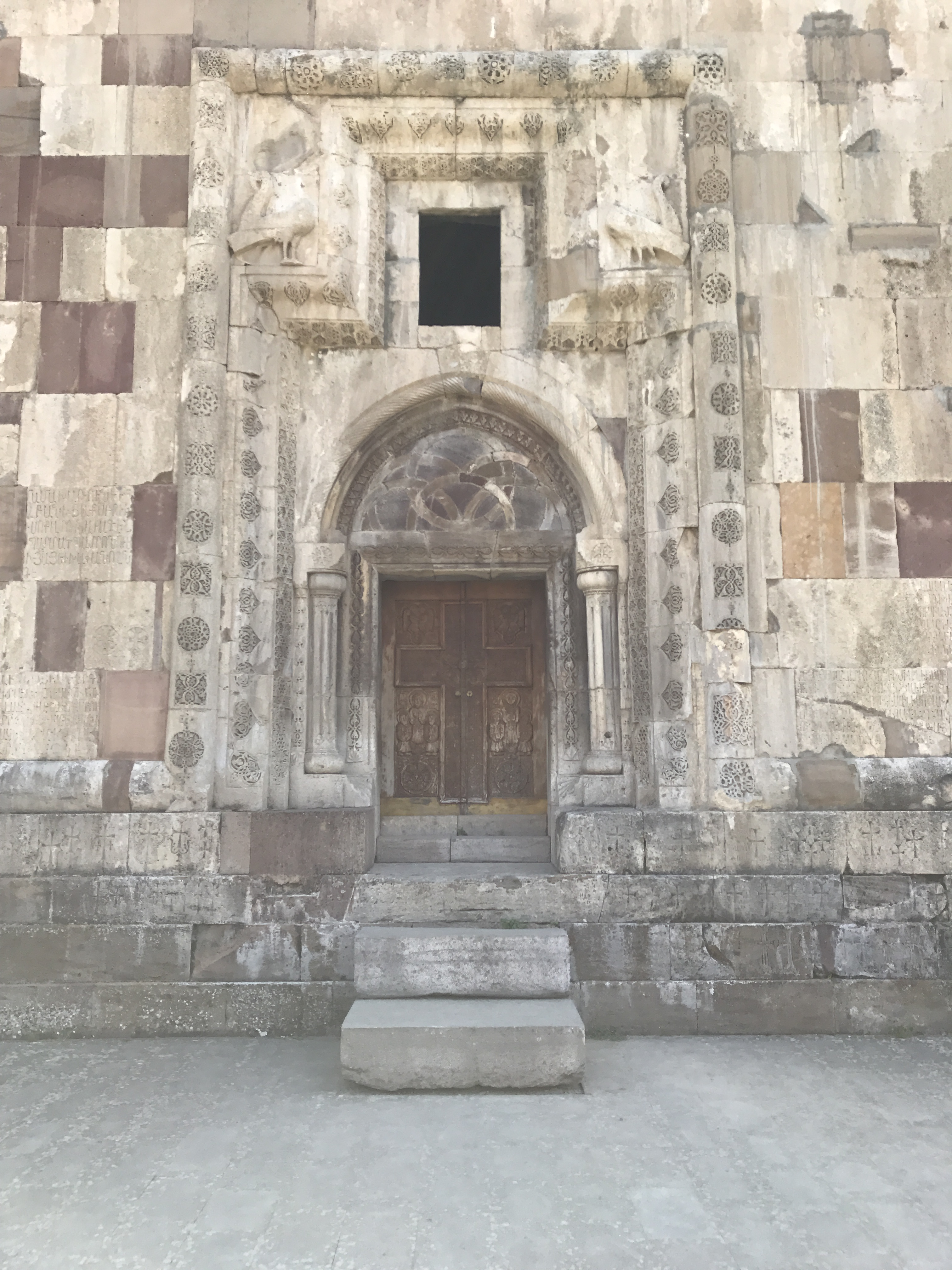
Kamenný portálek
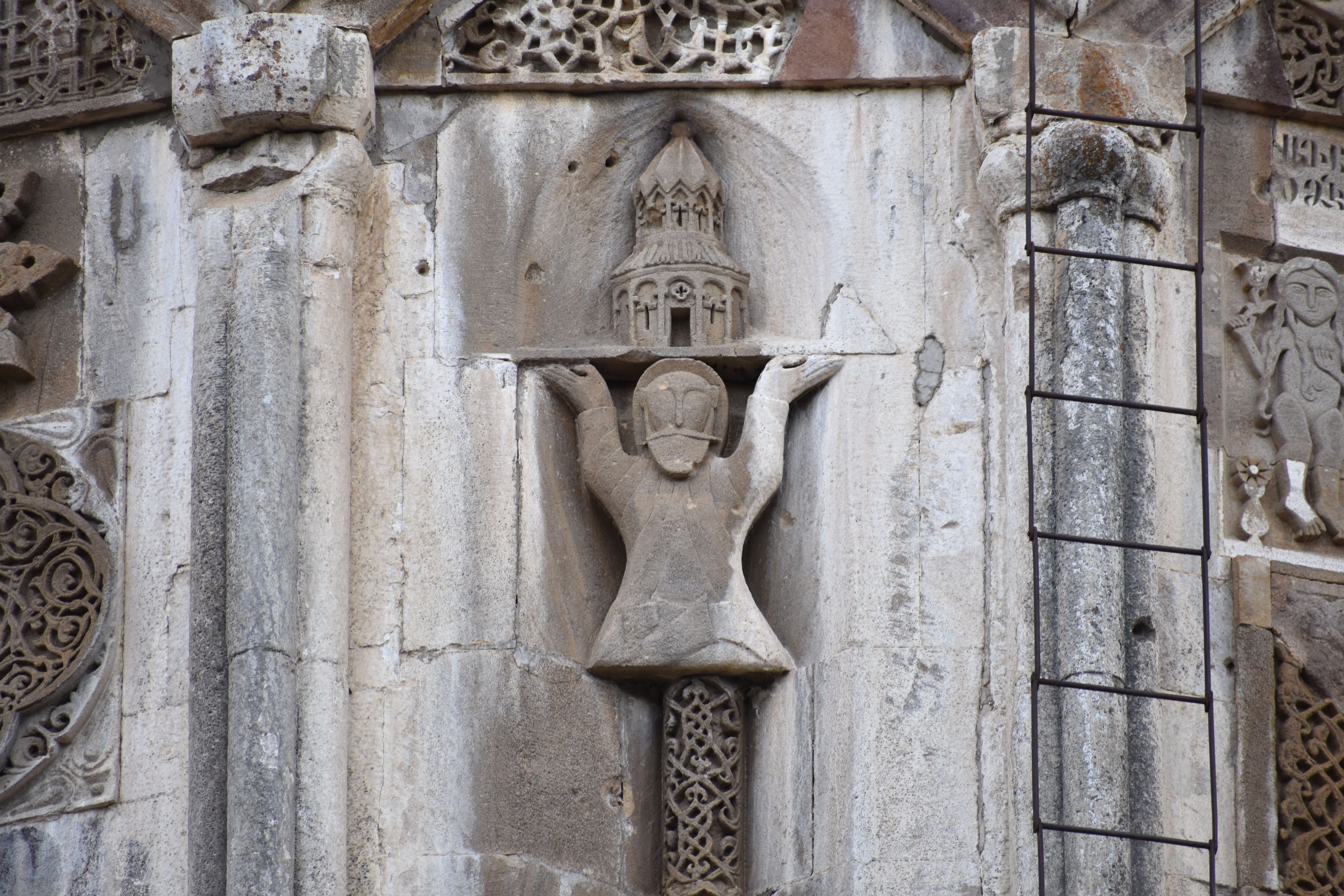
Basreliéf postavy držící nad hlavami model kostela jako dar Bohu
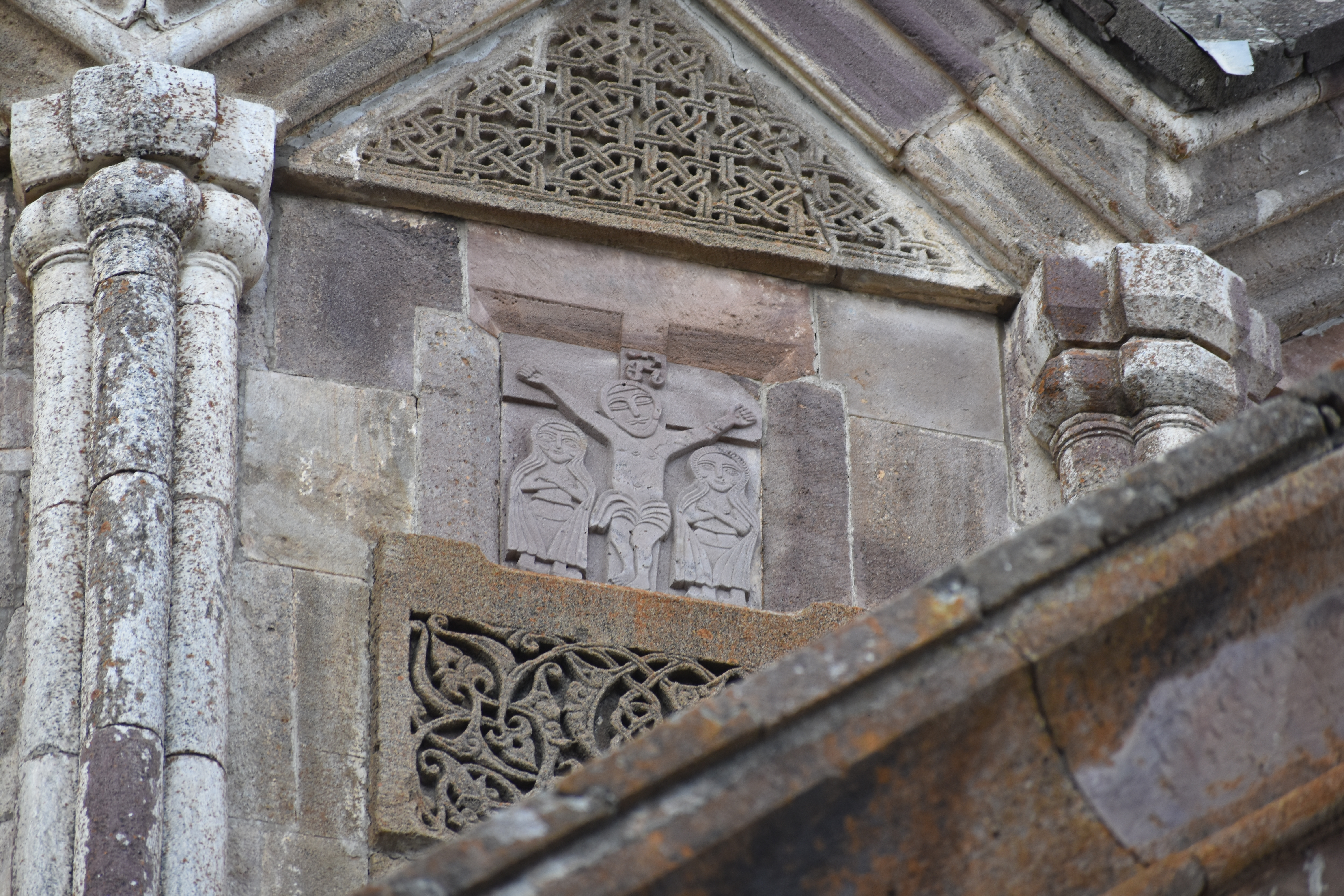
Basreliéf Ukřižování Krista
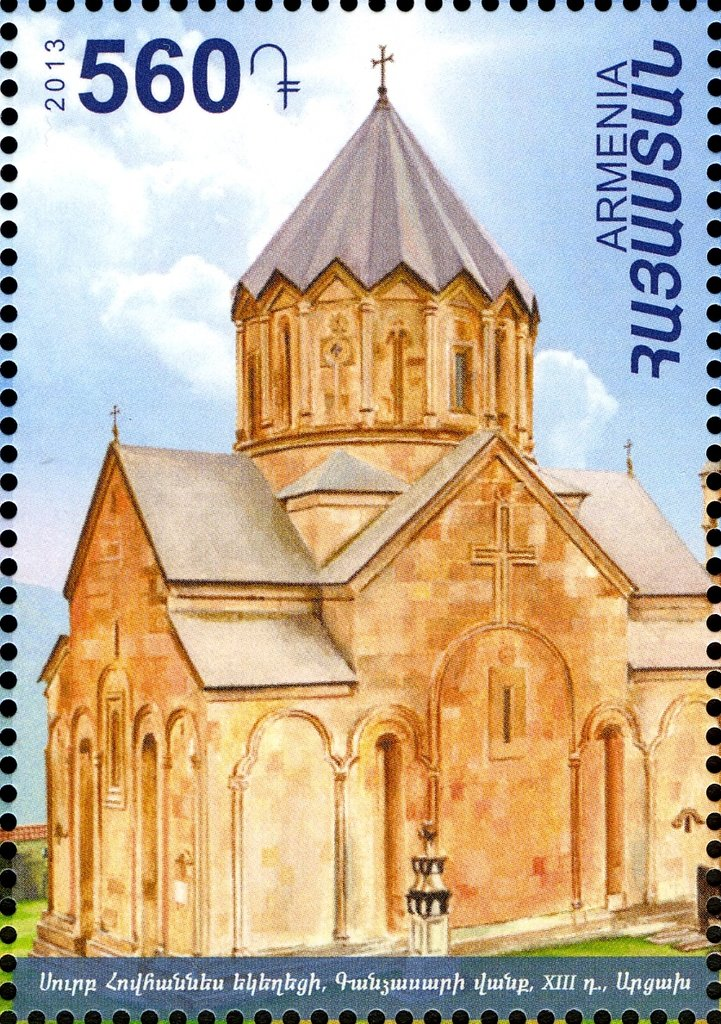
Arménská poštovní známka vydaná k 775. výročí založení monastýru